# 明日への扉 (I WiSHの曲)
『明日への扉』（あすへのとびら）は、I WiSHのデビューシングル。2003年2月14日に発売した。

## 解説
- 初回プレス盤はオリジナルステッカー封入。発売日をバレンタインデーに合わせたため、通例より2日遅く集計上不利である金曜日に発売。よってチャートで1位を記録したのは2週目である。
- デビューシングルで2週連続1位を記録したのはKinKi Kids「硝子の少年」以来6年ぶり[1]で、川嶋あい関連作品では最高のセールスを記録している。
- 着うた&着うたフルは、全世界最多の30バージョンで配信。ギネスブックへの申請も行った。

## 収録曲
全作詞：ai
1. 明日への扉
作曲：ai / 編曲：nao, 小澤純
  - フジテレビ系「あいのり」2002年10月 - 2003年9月度主題歌。
  - PVは1番のみ製作され、サビは1番のものと最後のサビを編集で繋いだショート・バージョンになっている。
  - 2006年2月8日発売のベストアルバム『BEST WiSHES』の初回限定版DVDに“フルバージョン”が収録された。
  - 2019年2月14日には『明日への扉 川嶋あい Self Cover Ver.』としてソロ名義でのセルフカバーが配信限定で発売された。
  - この楽曲は元々ソロの「川嶋あい」名義で発表された「旅立ちの日に…」がオリジナルであり、卒業ソングであったが、タイアップが付くにあたって歌詞や版権などの調整が行われていた。後にオリジナルバージョンも復活しているが、これによってこの楽曲はタイトル違いとセルフカバーを含めると7つのバージョンが存在している。
2. もう一度…
作曲：nao / 編曲：渡辺善太郎
3. 帰らぬ日々よ
作曲：ai, nao / 編曲：家原正樹
4. 明日への扉（オリジナル・カラオケ）

## 収録作品
明日への扉
- シングル『LOVE SONGS 4 YOU』（5 years brew Versionを収録）
- アルバム『伝えたい言葉 〜涙のおちる場所〜』
- アルバム『BEST WiSHES』（オリジナルの他にOrchestra versionも収録）
- アルバム『The Complete Collection of I WiSH』（オリジナルの他にOrchestra versionも収録）
- MD2000 〜ReLIFE Ending Songs〜

もう一度…
- アルバム『BEST WiSHES』
- アルバム『The Complete Collection of I WiSH』

帰らぬ日々よ
- アルバム『BEST WiSHES』
- アルバム『The Complete Collection of I WiSH』

## カバー
- 西野カナ
- 後藤真希
- 山田結衣（高橋未奈美） & 加瀬友香（佐倉綾音） - OVA『あさがおと加瀬さん。』主題歌。2018年6月6日発売のシングル『明日への扉』に収録。
- 川嶋あい（セルフカバー） - 『明日への扉 川嶋あいSelf Cover Ver.』として2019年2月14日に各配信サイトで配信。村田倫子が出演のプロモーションビデオも制作された[3]。また2025年3月26日には、「THE FIRST TAKE」（第533回）に初出演し、同楽曲のスペシャル・アレンジバージョンを披露[4]。動画は公開から1週間で100万再生を突破した[5]。また5月7日には、THE FIRST TAKEでのパフォーマンス音源を「明日への扉 - From THE FIRST TAKE」として配信リリースした[6]。
- 高木さん（高橋李依） - 『劇場版 からかい上手の高木さん』第1週目エンディングテーマ。2022年7月13日発売のアルバム『「からかい上手の高木さん3&劇場版」Cover Song Collection』および、アルバム『からかい上手の高木さん3&劇場版 Memorial Box』に収録。
- 立花慎之介 - 2022年7月27日発売のアルバム『[Re:collection] HIT SONG cover series feat.voice actors 〜00's-10's EDITION〜』に収録。